# テハーノ
テハーノ(Tejano、スペイン語で「テキサス人」の意味)は、アメリカ合衆国テキサス州に生まれて住むヒスパニック系住民のこと。古くは「Texano」とも表記した。

## 概要
1821年、メキシコ独立革命の終わり、テキサスにはおよそ4,000人のテハーノが住んでいた。1820年代、多くのアングロ(イギリス)系入植者が合衆国からテキサスに移り、1830年までテキサスの入植者は30,000人となり、テハーノの数を6倍以上も上回った。アングロ系入植者とテハーノは、メキシコシティの中央集権体制とアントニオ・ロペス・デ・サンタ・アナ政権の実施した厳格な措置に、同様に反抗した。このメキシコ中央政府対入植者とテハーノの間の緊張は、最終的にはテキサス革命に結びついた。
今日のテハーノは、その民族性により、ヒスパニック、チカーノ、メキシコ系アメリカ人、スペイン人、ラティーノとさまざまな呼称で分けて考えられる。田舎のコミュニティと同様に都会のエリアでも、テハーノはヒスパニックとアングロアメリカンの文化の両方にうまく溶け込んでいるように見受けられる。今日のテハーノの末裔たち、特に若い世代では、スペイン語を話す人口はほとんど見られない。

## 著名なテハーノ
- エヴァ・ロンゴリア
- ロバート・ロドリゲス
- ジャシー・ベラスケス
- ロス・ロンリー・ボーイズ - テハーノの3兄弟によるバンド
- セレーナ